# Mahlagha Mallah
Mahlagha Mallah (Irão, 21 de setembro de 1917 – 8 de novembro de 2021) foi uma bibliotecária e activista ambiental do Irão, fundadora da Sociedade Feminina Contra a Poluição Ambiental. É conhecida como a "Mãe do Meio Ambiente do Irão".

## Biografia
Mallah nasceu no dia 21 de setembro de 1917, numa caravançarai (estalagem) perto de Now Kandeh, durante a peregrinação dos  pais a Mashhad. A sua mãe Khadijeh Afzal Vaziri e a  avó Bibi Khanoom Astarabadi, eram activistas dos direitos das mulheres no Irão.  O pai, Aghabzorg Mallah, trabalhava para o governo. Com dezessete anos, Mallah casou-se com Hossein Abolhasani.

## Educação e carreira
Após estudar filosofia, ciências sociais e sociologia na Universidade de Teerão, Mallah fez um mestrado em ciências sociais em 1958. Em 1966, foi morar em Paris, onde fez um doutoramento na Universidade da Sorbonne, concluído em 1968. Durante sua estadia em Paris, também estudou biblioteconomia na Biblioteca Nacional da França . 
Uma vez formada, Mallah voltou ao Irão e começou a trabalhar como bibliotecária na biblioteca do Instituto de Pesquisa em Psicologia da Universidade de Teerão. Quando se reformou ela e o marido começaram o seu activismo ambiental. 

## Activismo
O interesse de Mallah pelo activismo ambiental foi fomentado pela mãe, Khadijeh Afzal Vaziri que era ambientalista. O seu interesse pelas questões ambientais cresceu, quando em 1973 teve de ler um livro sobre poluição para saber como catalogá-lo na biblioteca onde trabalhava.
Quando se reformou em 1977, ela começou a investigar a poluição em Teerão, indo de porta em porta para conversar com os moradores das casas sobre poluição e outras questões ambientais.
Fundou a organização Sociedade Feminina Contra a Poluição Ambiental, a primeira organização não governamental de ambiente do Irão em 1993 e registou-a no Ministério do Interior em 1995. Por ser uma organização de campanhas dirigidas à população, em 2012, era o maior grupo ambientalista do Irão. Com filiais em catorze cidades iranianas e conseguiu que mais de 25 mil famílias reciclassem. Em 2011, era considerado o grupo ambientalista mais popular do país.
Em 2009, a organização publicou um relatório intitulado "Direitos à Água", onde enfatizou que a conservação dos habitats das zonas húmidas no Irão era urgente. Isso inclui o trabalho na região de Zayandeh Rud.

## Morte
Mallah morreu em 8 de novembro de 2021, aos 104 anos de idade.

## Prémios
- Personalidade do ano - “Património Natural e Meio Ambiente” (2010)[14]

## Legado
Mallah foi descrita como uma eco-feminista, uma vez que sua visão sobre as questões ambientais defende que as mulheres têm estar no centro de qualquer tipo de ambientalismo.
Em 2015, o documentário All My Trees, dirigido por Rakhshan Banietemad, contou a história de vida de Mallah.
Mallah tornou-se conhecida como a "Mãe do Meio Ambiente do Irão".